# Lycalopex fulvipes
El zorro chilote o zorro de Darwin (Lycalopex  fulvipes) es un cánido endémico del sur de Chile. Fue descrito por primera vez en 1834 por Charles Darwin, quien lo clasificó erróneamente como una subespecie del zorro chilla (L. griseus). Se considera la especie de cánido en mayor riesgo de extinción en el mundo. No tiene subespecies.

## Descripción
Es un animal pequeño, de entre 1,8 y 4 kg de peso, mide de largo entre 50 a 70 cm y 25 cm de altura.Se considera uno de los zorros más pequeños del mundo.
En una camada la hembra tiene entre 2 a 3 cachorros. Su esperanza de vida ha sido descrita entre 3 a 4 años.
Su cuerpo está cubierto de pelaje de color gris oscuro y negro, con manchas rojizas en la zona de las orejas y en sus patas. Su comportamiento es poco conocido, pero se sabe que prefiere las zonas cubiertas de vegetación antes que las zonas descubiertas, lo cual es un rasgo que lo distingue de las demás especies del género.

## Conducta
Son activos principalmente en la noche y madrugada. Se ha hipotetizado que las poblaciones de esta especie conviven en grandes grupos. Cuando se siente amenazado este se torna muy agresivo.
Su dieta se compone de insectos y pequeños mamíferos, aunque se ha descrito que también consumen aves, reptiles, anfibios y frutos locales. Esta especie no se encuentra exenta de poseer parásitos gastrointestinales.

## Distribución y hábitat

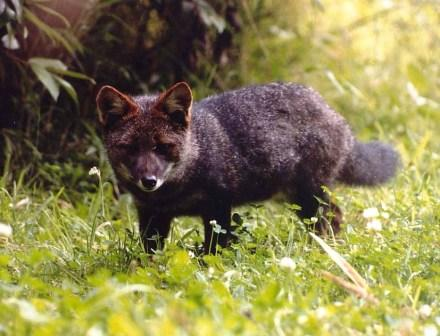
Macho de zorro chilote (Pseudalopex fulvipes) en Ahuenco, costa occidental de Chiloé, Chile.

Habita en los bosques templados del sur de Chile, en dos subpoblaciones separadas por más de 500 km de distancia. La austral es la mayor, con cerca del 90 % del total, se encuentra en la parte occidental de isla Grande de Chiloé. La septentrional es la menor, se sitúa en una pequeña zona de la cordillera de Nahuelbuta, dentro del parque nacional Nahuelbuta, la cordillera de la Costa del parque nacional Alerce Costero y en sus alrededores.
Gracias al uso de cámaras trampa, científicos de la Pontificia Universidad Católica de Chile, Universidad de Minnesota y Universidad Andrés Bello descubrieron una población del zorro de Darwin en el parque nacional Alerce Costero, la Reserva Costera Valdiviana y el Parque Oncol, en la Región de Los Ríos.
“Este hallazgo es importantísimo para nuestra Reserva Costera Valdiviana, pues nos da más pruebas y argumentos sobre la importancia de seguir conservando esta área protegida que alberga especies importantísimas para nuestro país”, señaló Maryann Ramírez, gerente de Conservación de The Nature Conservancy, la ONG a cargo de la Reserva Costera Valdiviana. A su turno, Eduardo Silva, académico del Departamento de Ecología y Biodiversidad de la Universidad Andrés Bello, dijo que “este hallazgo era esperado hace bastante tiempo. Si bien existían muchos motivos para sospechar la presencia del zorro de Darwin en estos sitios, a la fecha esto no había podido ser demostrado, a pesar de haber llevado a cabo un trabajo bastante intenso en esta zona".

## Estado de conservación
Esta especie es considerada como uno de los carnívoros más amenazados a nivel mundial; esto se refleja en el hecho de que ha sido catalogada como en peligro de extinción a causa de la destrucción de su hábitat, de los ataques de perros y de la persecución de avicultores, que lo consideran una amenaza para sus gallinas. Además se han reportado casos de turistas en parques nacionales secuestrando y matando ejemplares. La población total se estima que ronda entre los 650 y 2 500 ejemplares, manteniéndose en decrecimiento.
En diciembre de 2011, se firmó el primer acuerdo institucional entre entidades públicas y privadas chilenas para la protección de esta especie. A 2020 existen dos programas de conservación presentes dentro del Parque Tantauco.
Esta especie se encuentra protegida, prohibiéndose la caza o captura en todo el territorio nacional, siendo además catalogada como una especie beneficiosa para la actividad silvoagropecuaria y benéfica para la mantención del equilibrio de los ecosistemas naturales.
De acuerdo a proyecciones de distribución de la especie, los efectos del cambio climático producirían un aumento en la superficie en la cual esta especie podría habitar.

## Taxonomía y etimología
Esta especie fue descrita originalmente por el naturalista Charles Darwin en 1834 durante el segundo viaje del HMS Beagle donde estuvo embarcado; es por esto que uno de los nombres comunes de este animal es Zorro de Darwin.
Posteriormente fue descrito por Martin en 1837 como Vulpes fulvipes. Luego fue trasladado al género Lycalopex . A mediados de la década de 2010 se podía encontrar escrito como Pseudalopex fulvipes, sinónimo del nombre aceptado.